# إد ماير (لاعب كرة قدم أمريكية)
إد ماير (بالإنجليزية: Ed Meyer)‏ هو لاعب كرة قدم أمريكية أمريكي، ولد في 17 أكتوبر 1936 في شيدلير في الولايات المتحدة، وتوفي في 15 مارس 2014 في فورت وورث في الولايات المتحدة.